# Therese Torgersson
Therese Elisabeth Torgersson (ur. 28 marca 1976) – szwedzka żeglarka sportowa, brązowa medalistka olimpijska z Aten.
Brała udział w trzech igrzyskach (IO 00, IO 04, IO 08). Medal w 2004 zdobyła w klasie 470, partnerowała jej Vendela Santén. W 2004 wywalczyły tytuł mistrzyń świata, w 2006 sięgnęły po brązowy medal globalnego czempionatu.